# توني غولدمان
توني غولدمان (بالإنجليزية: Tony Goldman)‏ هو شخصية أعمال أمريكي، ولد في 6 ديسمبر 1943 في ويلمنغتون في الولايات المتحدة، وتوفي في 11 سبتمبر 2012 في نيويورك في الولايات المتحدة.